# Icon of Coil

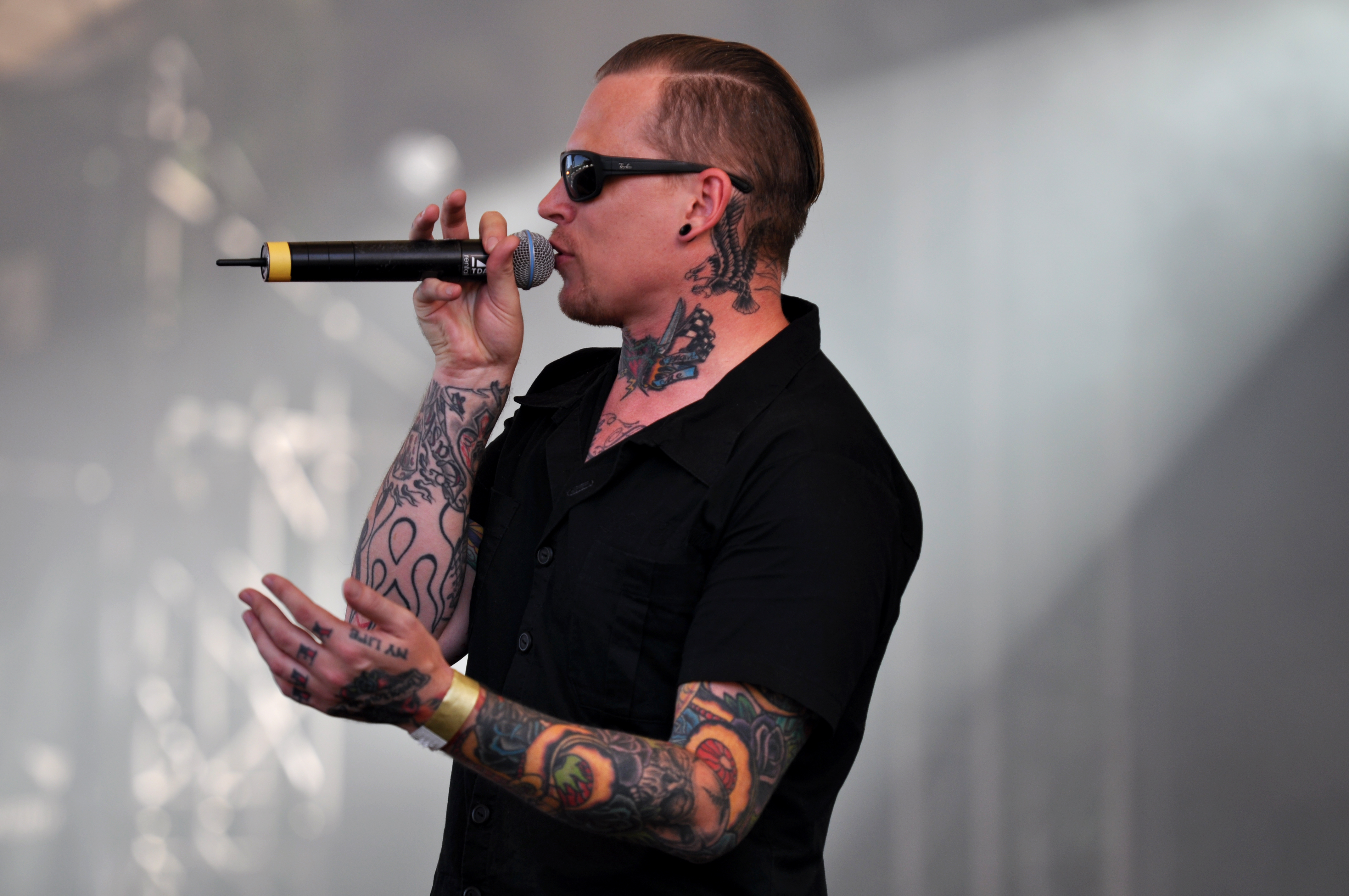
Andy LaPlegua beim Amphi Festival 2013

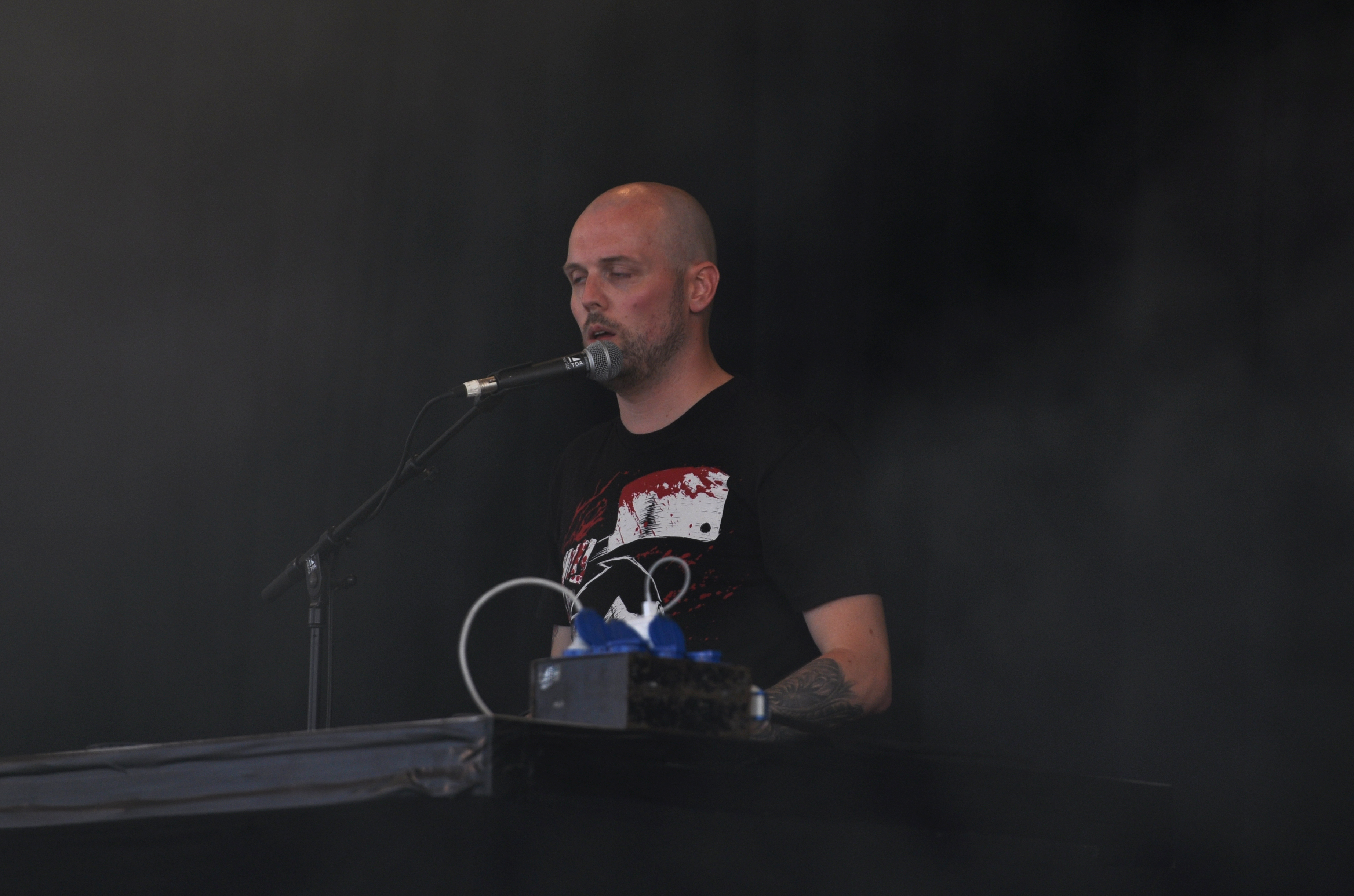
Christian Lund

Icon of Coil ist ein norwegisches Future-Pop-Projekt, das 1997 von Andy LaPlegua gegründet wurde.

## Geschichte
Andy LaPlegua, seit 2003 auch Frontmann bei Combichrist, war schon vor der Gründung von Icon of Coil als Sänger bei der Metal-/Hardcore-Punk-Band My Right Choice aktiv. Sein Freund Sebastian Komor (heute auch bei Komor Kommando) half ihm bei seinen ersten Live-Auftritten seiner Band und wurde nach Veröffentlichung der Shallow-Nation-Single im Jahre 2000 ein festes Mitglied von Icon of Coil. Dritter Musiker ist Christian Lund, heute auch bei Northborne.
2011 und 2012 haben Icon of Coil mit einer neuen Tour begonnen.

## Diskografie

### Studioalben
- 2000: One Nation Under Beat
- 2000: Serenity Is the Devil
- 2002: The Soul Is in the Software
- 2004: Machines Are Us (auch als limitierte 2-CD-Fassung erhältlich)

### Kompilationen
- 2004: Uploaded and Remixed
- 2006: I: Serenity Is the Devil / Shallow Nation (Wiederveröffentlichung des 2. Albums + Shallow-Nation-Single)
- 2006: II: Seren E.P. / One Nation Underbeat (Wiederveröffentlichung des 1. Albums + Seren-E.P.-EP)
- 2006: III: The Soul Is in the Software / Access and Amplify (Wiederveröffentlichung des 3. Albums + Access-and-Amplify-Single)

### Singles und EPs
- 2000: Shallow Nation (MCD)
- 2001: Seren E.P. (EP)
- 2002: Access and Amplify (MCD)
- 2003: Android (MCD)
- 2005: Shelter (MCD)
- 2012: PerfectSex (Download-Single)